# Арка Адріана (Афіни)

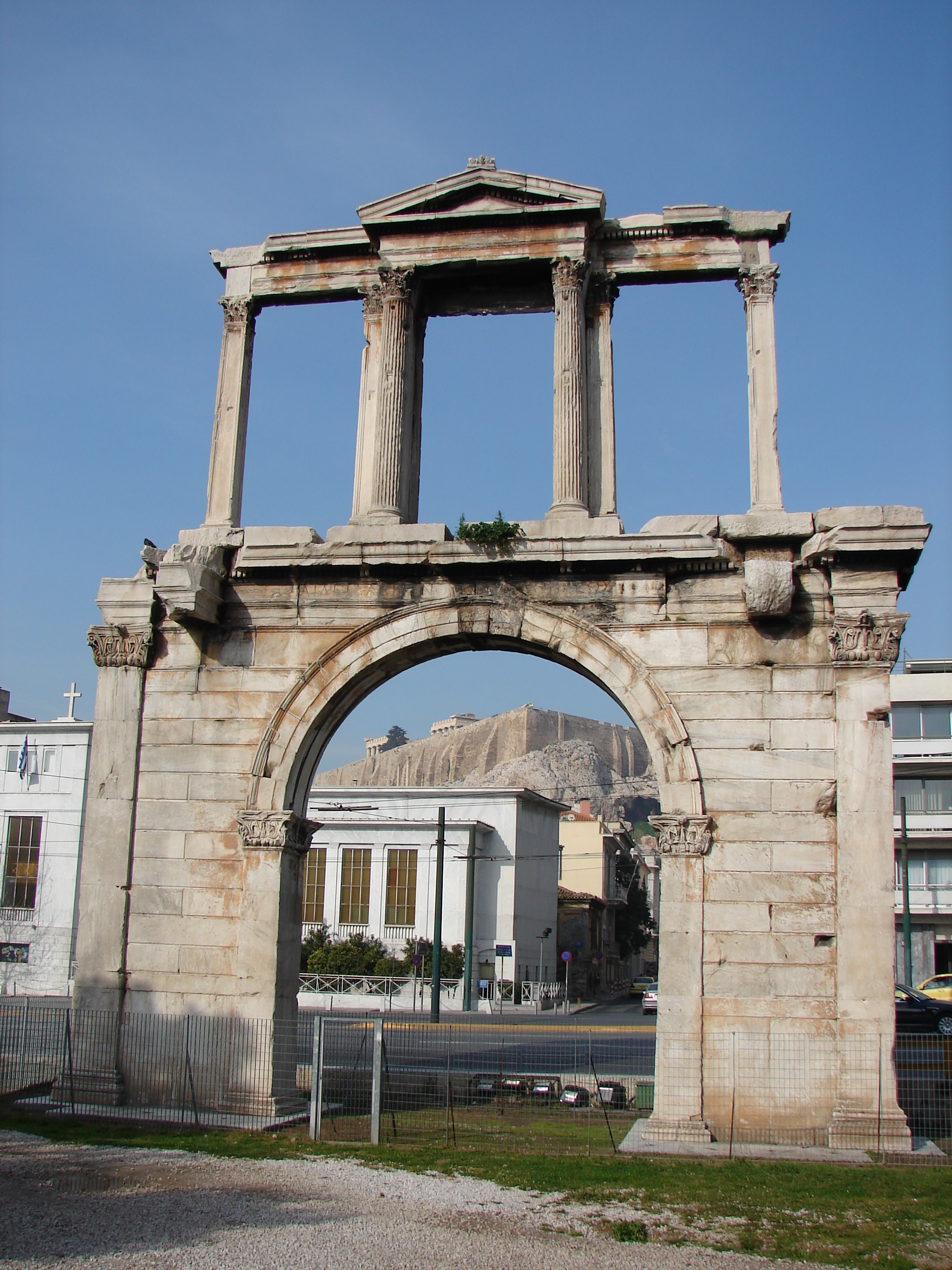
Арка Андріана та за нею Афінський акрополь

Арка Андріана (грец. Αψίδα του Αδριανού) — тріумфальна арка в Афінах на сучасному проспекті Амалії. Побудована 131 р. на честь приїзду римського імператора Адріана, відомого своїм філеллінізмом, на давній дорозі, що вела від прадавнього міста — Плаки — на схід до комплексу нового міста, який серед інших споруд включав Храм Зевса Олімпійського.

## Конструкція
Побудовано арку із білого пентелійського мармуру, який також використовувався під час зведення Парфенону, стадіону Панатінаїкос та багатьох інших споруд в Афінах, хоча якість матеріалу могла значно відрізнятись. Так для арки використано мармур нижчої якості. При цьому унікальність арки полягає в тому, що її висічено із суцільного мармуру без цементу чи будь-яких інших будівельних сумішей. Окремі частини скріплювались скобами особливої конструкції.
Висота арки становить 18 м. Вона повністю симетрична відносно центрального пройому, обрамленого з обох боків пілястрами, які увінчують капітелі коринфського ордеру. Подібні, проте ширші, пілястри розташовані по боках нижнього рівня. Простір між зовнішніми пілястрами та перекриттям арки був заповнений камінням квадратної форми. По обидві сторони від проходу також було встановлено по колоні на прямокутній базі. Вінчав нижній рівень іонічний архітрав, прикрашений дентикулою та гейсоном.

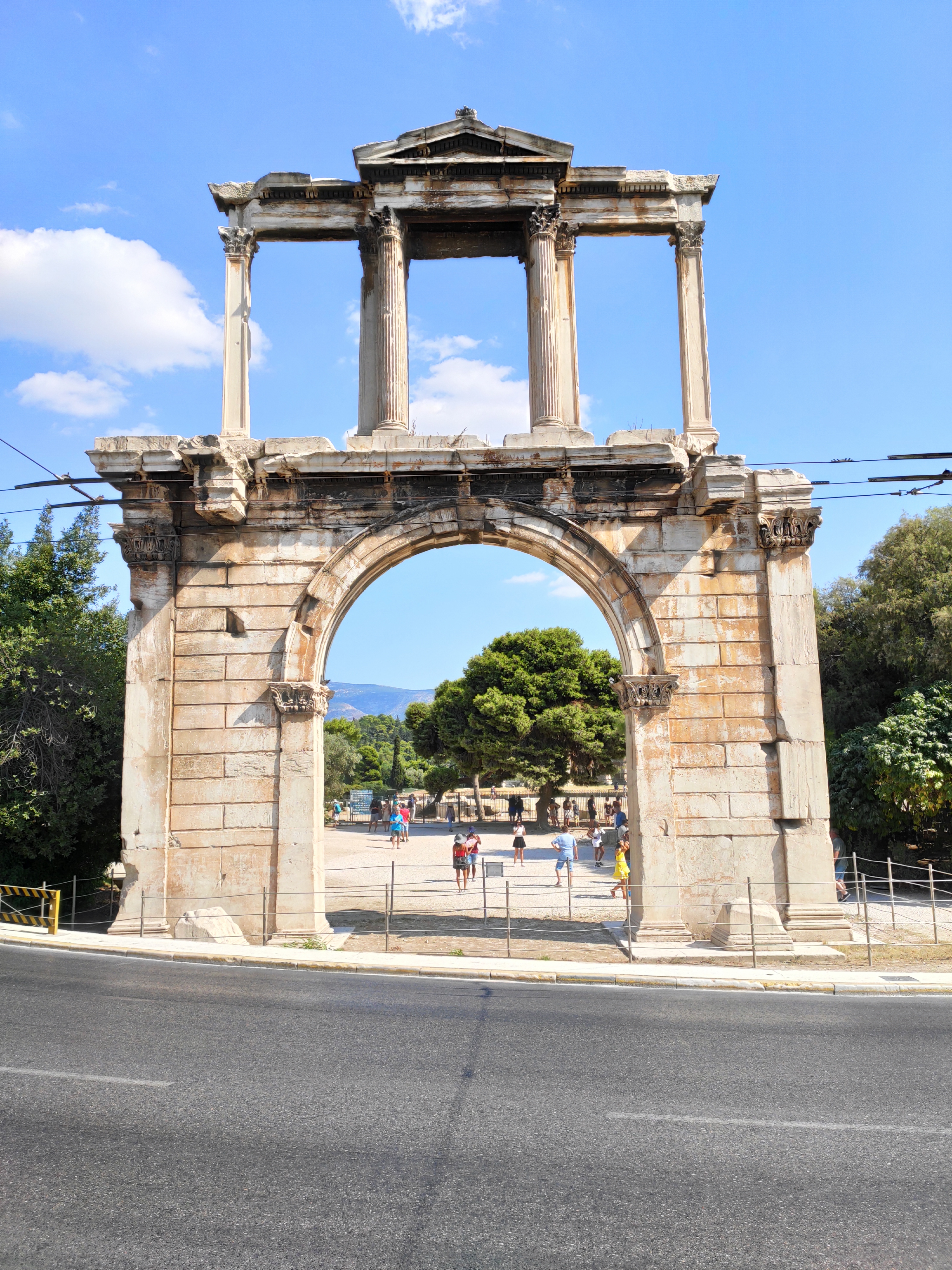
Арка Андріана та за нею Олімпейон

Верхній рівень арки (аттик) поділений колонами та пілястрами коринфського ордеру на три вікна, кожне з яких увінчане архітравом, обмеженим дентикулою та гейсоном, подібно до нижнього рівня. Центральний отвір крім того був з обох боків оточений антами та прикрашений трикутним фронтоном. Вершину ж фронтону прикрасив акротерій із рослинним орнаментом. Первісно центральне вікно було закрите тонкою кам'яною стіною, лише 7 см завширшки. Сьогодні про неї нагадують тільки щілинки на канавки на колонах. Конструкція центрального отвору дуже подібна до едикул другого періоду помпейської архітектури.

## Написи

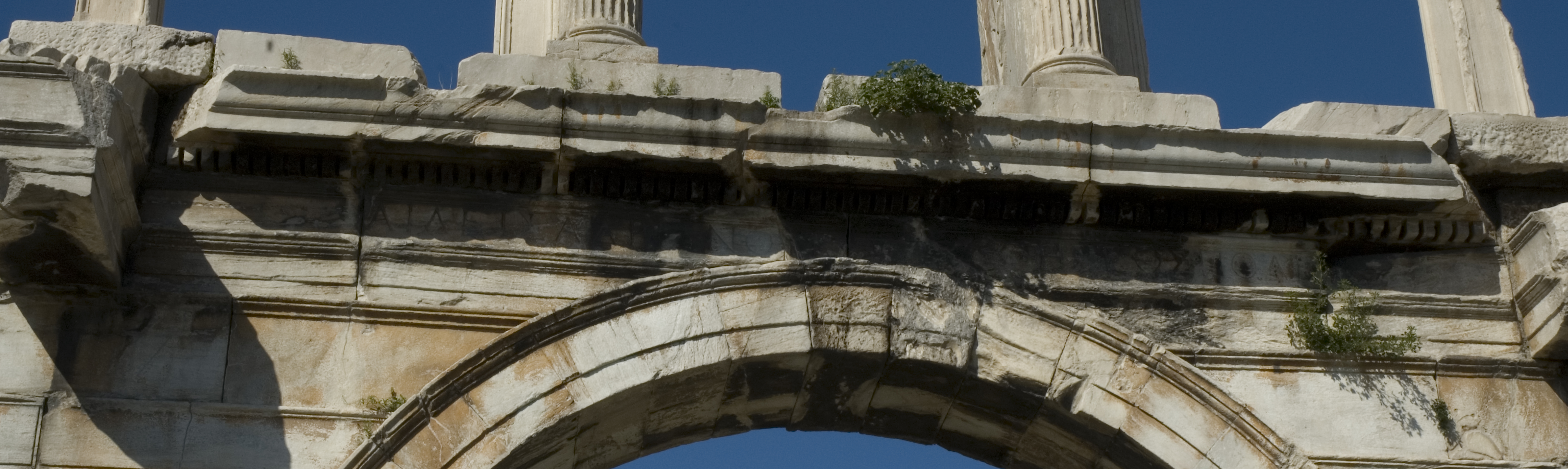
Напис на південно-східній стіні

На архітраві нижнього рівня висічені два написи: по центру над перекриттям, з обох сторін. З північно-західної у напрямку до акрополя:
| «Це Афіни, давнє місто Тесея.» Оригінальний текст (гр.) ΑΙΔ 'ΕIΣΙΝ ΑΘΗΝΑΙ ΘΗΣΕΩΣ Η ΠΡΙΝ ΠΟΛΙΣ. |
Напис на південно-східній стороні, у напрямку до Олімпейону, наступний:
| «Це місто Адріана, а не Тесея.» Оригінальний текст (гр.) ΑΙΔ 'ΕIΣΙΝ ΑΔΡΙΑΝΟΥ ΚΟΥΧI ΘΗΣΕΩΣ ΠΟΛΙΣ. |
Більшість дослідників вважають, що арка поділила місто на прадавню частину та нову, побудовану римлянами, яку навіть стали називати Адріанополісом. Також існувала гіпотеза про те, що арка могла бути частиною фемістоклової стіни, та цю версію відкинули після того, як було розкопано ворота стіни Фемістокла, щоправда на відстані всього 140 м на схід від арки.
Авторами найповнішого першого дослідження арки були британські історики Джеймс Стюарт та Ніколас Реветт. Вони відзначили, що арка не співорієнтована із Олімпейоном, не зважаючи на те, що вона стоїть за 20 м від його комплексу. Пізніші розкопки підтвердили, що арка стоїть на прадавньому шляху, який приблизно збігається із сучасною вулицею Лісікрата. Власне за 270 м від Арки розташований Хорегічний монумент Лісікрата.